# Province of New Jersey

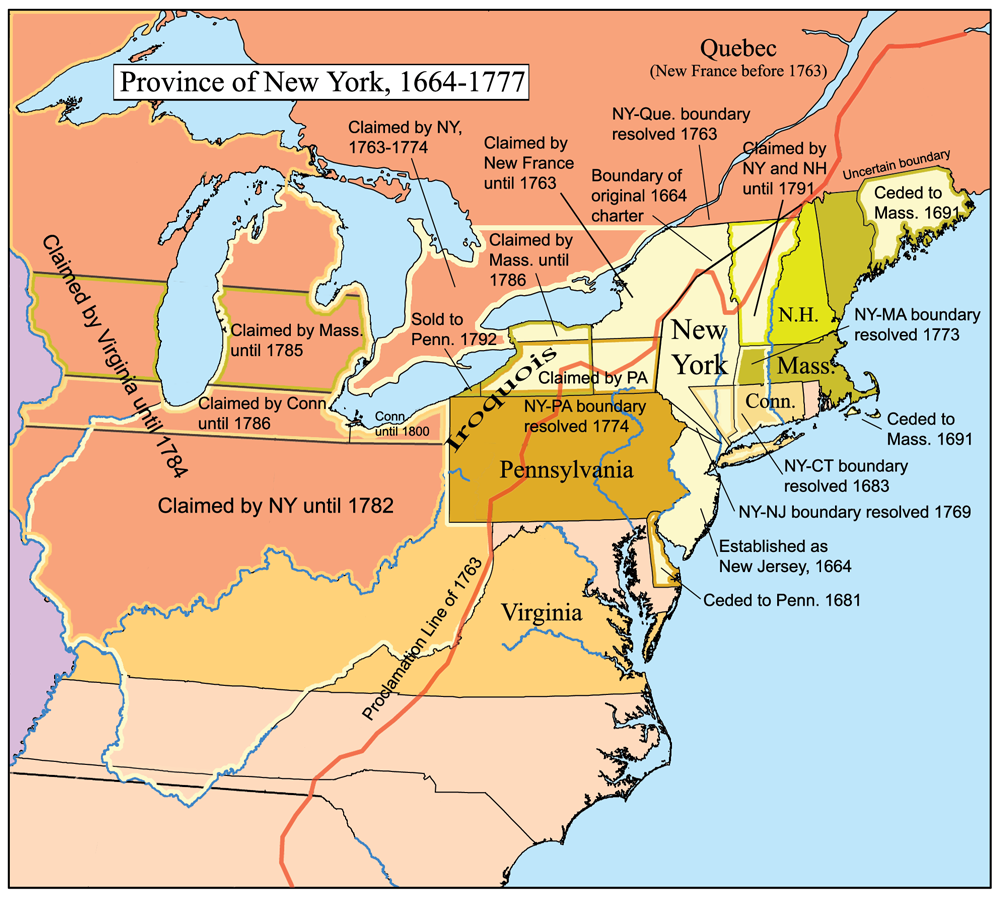
Grenzen der Provinzen New York und New Jersey zwischen 1664 und 1776

Die Provinz New Jersey (1702–1776) (Englisch: Province of New Jersey) war eine der Dreizehn Kolonien in Nordamerika, die sich 1776 in der Unabhängigkeitserklärung der Vereinigten Staaten vom Königreich Großbritannien lossagten. Sie entstand 1664 nach der Einnahme der niederländischen Kolonie Nieuw Nederland durch das Königreich England.

## Geschichte
1664, kurz vor Beginn des zweiten englisch-niederländischen Seekrieges, wurde der Hauptort der Kolonie Nieuw Nederland (die sich 1655 den schwedischen Handelsstützpunkt Neuschweden einverleibt hatte) von den Briten erobert. Im Frieden von Breda traten die Niederlande 1667 die Kolonie an England ab. Im Dritten Englisch-Niederländischen Krieg wurde die Kolonie nochmals für 15 Monate von den Niederländern unter Cornelis Evertsen besetzt, fiel aber im Frieden von Westminster 1674 endgültig an die britische Krone.
Im Gebiet des heutigen New Jersey wurden zwei proprietäre Lordschaften (im Besitz der Lord Proprietors) gebildet:

### Lords Proprietary of East Jersey
1. August 1665 – 14. Januar 1680: Sir George Carteret (1610–1680)
2. Januar 1680 – 1682: 8 weitere Proprietoren
3. 1682 – 1688: 24 Proprietoren (1. Folge)
4. 1692 – April 1703: 24 Proprietoren (2. Folge)

### Lords Proprietary of West Jersey
1. August 1665 – 18. März 1674: John Berkeley, 1. Baron Berkeley of Stratton (1602–1678)
2. 18. März 1674 – Februar 1675: Edward Byllynge (gestorben 1687, 1. Proprietariat) gemeinsam mit John Fenwick (1618–1683)
3. Februar 1675 – September 1683: Treuhänderschaft
4. September 1683–1687: Edward Byllynge (2. Proprietariat)
5. Februar 1687–1688: Daniel Coxe (1640–1730)
6. 1692 – April 1703: 12 weitere Proprietoren

### Kronkolonie
1702 wurden East und West Jersey zu einer Kronkolonie vereinigt und Edward Hyde, 3. Earl of Clarendon zum ersten Gouverneur der Provinz New Jersey sowie zudem der Provinz New York berufen. Bis 1738 amtierten die Gouverneure in dieser Doppelfunktion. Als es aufgrund des Walking Purchase Thomas Penns zu Spannungen mit den Ureinwohnern kam, wurde Lewis Morris als Gouverneur nur für New Jersey berufen. Letzter britischer Gouverneur von New Jersey war von 1763 bis 1776 William Franklin, ein Sohn Benjamin Franklins. Die Province of New Jersey war eine der Dreizehn Kolonien in Nordamerika, die sich 1776 in der Unabhängigkeitserklärung der Vereinigten Staaten vom Mutterland Großbritannien lossagten.

### Unabhängigkeitskrieg
Während des Amerikanischen Unabhängigkeitskrieges war New Jersey Schauplatz von etwa 100 Schlachten, darunter Trenton 1776, Princeton 1777 und Monmouth 1778. Schon 1776 wurde die erste Verfassung von New Jersey verabschiedet, die allen Einwohnern ab einem bestimmten Besitzniveau das Wahlrecht garantierte. Somit konnten männliche Weiße und Schwarze sowie Witwen wählen, nicht jedoch verheiratete Frauen, da sie kein Eigentum besitzen durften. New Jersey war kurze Zeit Sitz der ersten aus dem Kontinentalkongress hervorgegangenen Regierung der USA, 1783 in Princeton und 1784 in Trenton. Als einer der 13 Originalstaaten trat New Jersey 1787 als 3. Staat der Union bei.